# Albaladejo del Cuende
Albaladejo del Cuende település Spanyolországban, Cuenca tartományban. Albaladejo del Cuende Belmontejo, La Parra de las Vegas és Villaverde y Pasaconsol községekkel határos. Lakosainak száma 215 fő (2024).

## Népesség
A település lakosságának változását az alábbi diagram mutatja:
| Lakosok száma | 395  | 378  | 366  | 350  | 345  | 301  | 276  | 245  | 236  | 215  |
|               | 2001 | 2004 | 2006 | 2009 | 2011 | 2014 | 2016 | 2019 | 2021 | 2024 |